# Murujuga
Murujuga (en idioma Yaburara/Ngarluma, 'hueso de la cadera que sobresale'), es una pequeña península de Australia de la región de Pilbara, en el estado de Australia Occidental,. Está al oriente y frente al archipiélago Dampier, al nororiente de la ciudad de Dampier. También es conocida como península Burrup y no debe confundirse con la península Dampier, ubicada unos 800 km al noreste.

## Importancia arqueológica
Es una zona ecológica y arqueológicamente única, que cuenta con la colección de petroglifos más grande del mundo de arte rupestre realizados por los antiguos aborígenes y que ha sobrevivido más de 40.000 años a la intemperie.
La cifra total de estas obras de arte aborigen supera el millón, aunque algunos investigadores calculan que su número podría acercarse a los dos millones. Entre los petroglifos hay figuras de animales como canguros y el extinto tilacino (lobo marsupial). 

## Polémica
Todo el Distrito de Arte en la Roca, que incluye al archipelago Dampier y Murujunga, es actualmente objeto de grandes de debates sobre la explotación de los yacimientos de gas natural en el área. También sobre la afectación de los proyectos de desarrollo industrial.